# روبين كاستيلو
روبين كاستيلو (بالإسبانية: Rubén Castillo)‏ هو لاعب كرة قدم ومدرب كرة قدم تشيلي، ولد في 24 أبريل 1985 في تشيلي. لعب مع أرتورو فرنانديز فيال.

## وصلات خارجية
- روبين كاستيلو على موقع قاعدة بيانات كرة القدم.إي يو (الإنجليزية)
- روبين كاستيلو على موقع Soccerway.com (الإنجليزية)